# Plesiorhynchus brayi
Plesiorhynchus brayi is een lintworm (Platyhelminthes; Cestoda). De worm is tweeslachtig. De soort leeft als parasiet in andere dieren.
Het geslacht Plesiorhynchus, waarin de lintworm wordt geplaatst, wordt tot de familie Gilquiniidae gerekend. De wetenschappelijke naam van de soort werd voor het eerst geldig gepubliceerd in 2004 door Palm.